# Lipki
Lipki (en ruso: Липки) es una ciudad del óblast de Tula, en Rusia, en el raión de Kiréyevsk. Está situada a 29 km (38 km por carretera) al sur de Tula. Su población alcanzaba los 9.830 habitantes en 2009.

## Historia
El pueblo de Lipki es conocido desde el siglo XVII. En 1949, recibió el estatus de asentamiento de tipo urbano por su desarrollo ligado a la extracción de carbón (se llamaba por aquel entonces Lipkovski), y el de ciudad en 1955, además de su nombre actual.

## Demografía
| 1959   | 1970   | 1979   | 1989  | 2002   | 2007  |
| ------ | ------ | ------ | ----- | ------ | ----- |
| 19 400 | 14 500 | 11 900 | 9 843 | 10 355 | 9 600 |